# جفنة عشرية الأسدية
الجفنة عشرية الأسدية أو جفنة أو جردة (الاسم العلمي: Gymnocarpos decandrus) نوع من النبات من عائلة القرنفلية، وهو منتشر في الجزيرة العربية وبلاد الشام ومصر والمغرب العربي.